# Central hidroeléctrica Río Colorado
La central hidroeléctrica Río Colorado es una Central hidroeléctrica de pasada ubicada al costado del río Colorado (Maule) en la cuenca del río Maule en la Región del Maule. Tiene una potencia de 16,8 MW.

## Datos técnicos
Sus datos técnicos más relevantes son:
- Caudal: 2 x 5,5 m³/s
- Caída neta (Net-head) 168,70 m
- Turbina: 2 x Francis
- Potencia nominal: 2 x 8,402 kW
- Velocidad nominal: 750 rpm
- Fabricante: Global Hydro Energy GmbH
- Generador: 2 x Síncronos 8.5 MVA
- Capacidad total aprox.: ca. 79 GWh